# عبد العزيز بن تركي بن طلال آل سعود
عبد العزيز بن تركي بن طلال آل سعود (بالإنجليزية: Abdulaziz Bin Turki Bin Talal Al-Saud)‏‏ (6 ديسمبر 1986م في لوس أنجلوس -) رجل أعمال ومستثمر سعودي من الأسرة الحاكمة السعودية.

## النشأة والتحصيل العلمي
عبد العزيز بن تركي بن طلال بن عبد العزيز آل سعود هو الابن الوحيد للأمير تركي بن طلال بن عبد العزيز آل سعود. [بحاجة لمصدر] هو أحد أفراد العائلة المالكة السعودية، وحفيد الملك عبد الله بن عبد العزيز آل سعود، ملك المملكة العربية السعودية السابق وابن شقيق رائد الأعمال الدولي سمو الأمير الوليد بن طلال بن عبد العزيز آل سعود.
ولد في لوس أنجلوس، ونشأ في الرياض وتلقى تعليمه في المملكة العربية السعودية والولايات المتحدة والمملكة المتحدة. حصل على درجة البكالوريوس في التمويل الصناعي من جامعة الملك فهد للبترول والمعادن، وماجستير إدارة أعمال في إدارة النفط والغاز من جامعة كوفنتري، حرم لندن الجامعي بالمملكة المتحدة.

## المهنة
بدأ عبد العزيز بن تركي بن طلال آل سعود مسيرته المهنية في سيتي غروب في لوس أنجلوس، ثم عمل في شركة إنشاءات في الصين، قام بشراءها لاحقًا ونقلها إلى السعودية. وهو أيضًا رئيس مجلس إدارة الشركة الحادية عشرة القابضة، وهي مجموعة متنوعة مقرها السعودية، ونائب رئيس مجموعة سمانته ومقرها الرياض، المملكة العربية السعودية. يقضي عبد العزيز بن تركي بن طلال جزءًا كبيرًا من وقته في إشراك الطلاب الملتحقين بالجامعة في مناقشات وندوات حول ريادة الأعمال والأعمال الدولية في المملكة العربية السعودية والمملكة المتحدة والولايات المتحدة.
في عام 2015، ألقى الأمير عبد العزيز حديثًا عن «النمو في الخليج وريادة الأعمال» في كلية لندن للاقتصاد. حضر الحوار المحاضر السابق لعبد العزيز سيزار بيلوسو، الذي كان أول شخص يلهمه ليصبح متحدثًا ضيفًا.

## السخاء
في 15 مايو 2015، بدعم من أحد المشرفين الأكاديميين السابقين له، وهو محاضر أول سيزار أوغستو بيلوسو، قدم عبد العزيز بن تركي بن طلال مساعدة مالية لإنشاء برنامج للمنح الدراسية السنوية لخمسة طلاب دراسات عليا بدوام كامل أو ماجستير في إدارة الأعمال في حرم جامعة كوفنتري بلندن. تم الإطلاق الرسمي لبرنامج المنح الدراسية في حفل استقبال رسمي في مجلس عموم المملكة المتحدة.